# Sandwich (Nou Hampshire)
Sandwich és una població dels Estats Units a l'estat de Nou Hampshire. Segons el cens del 2000 tenia 1.286 habitants.

## Demografia
Segons el cens del 2000, Sandwich tenia 1.286 habitants, 564 habitatges, i 390 famílies. La densitat de població era de 5,5 habitants per km².
Dels 564 habitatges en un 26,1% hi vivien nens de menys de 18 anys, en un 59,8% hi vivien parelles casades, en un 6,4% dones solteres, i en un 30,7% no eren unitats familiars. En el 26,8% dels habitatges hi vivien persones soles el 13,7% de les quals corresponia a persones de 65 anys o més que vivien soles. El nombre mitjà de persones vivint en cada habitatge era de 2,28 i el nombre mitjà de persones que vivien en cada família era de 2,72.
Per edats la població es repartia de la següent manera: un 22% tenia menys de 18 anys, un 3,3% entre 18 i 24, un 20,2% entre 25 i 44, un 30,6% de 45 a 60 i un 24% 65 anys o més.
L'edat mediana era de 47 anys. Per cada 100 dones de 18 o més anys hi havia 87,1 homes.
La renda mediana per habitatge era de 47.292$ i la renda mediana per família de 55.417$. Els homes tenien una renda mediana de 35.060$ mentre que les dones 25.769$. La renda per capita de la població era de 23.714$. Entorn del 3,5% de les famílies i el 6,1% de la població estaven per davall del llindar de pobresa.